# Dark Wolf
Pour plus de détails, voir Fiche technique et Distribution.
Dark Wolf est un film américain de Richard Friedman, sorti directement en vidéo en 2003.

## Fiche technique
- Titre : Dark Wolf
- Réalisation : Richard Friedman
- Scénario : Geoffrey Alan Holliday, Chuck Scholl et Geoffrey Alan Holliday
- Musique : Geoff Levin
- Photographie : Stuart Asbjornsen
- Montage : Julie Antepli
- Production : Richard Friedman et Steven Hirsch
- Société de production : DarkWolf Picture Company LLC et 20th Century Fox
- Pays :  États-Unis
- Genre : Horreur
- Durée : 94 minutes
- Date de sortie : 
  - États-Unis : 15 avril 2003

## Distribution
- Samaire Armstrong : Josie
- Ryan Alosio : Turley
- Andrea Bogart : Stacey
- Jaime Bergman : McGowan
- Alexis Cruz : Miguel
- Aaron Van Wagner : Tom
- Sasha Craig : Anna
- Kane Hodder : le biker
- Beau Clark : Wayne
- Steven Williams : Hartigan
- Tippi Hedren : Mary
- Monica Lee : l'infirmière
- Rick McCallum : DarkWolf